# Run Back to Your Side
Run Back to Your Side ist ein Rocksong, der von Eric Clapton und Doyle Bramhall II geschrieben und 2010 sowohl als Single als auch auf dem Album Clapton veröffentlicht wurde. Die Single erschien unter Reprise Records.
Auf der Aufnahme wirkte neben Clapton an der Gitarre und als Sänger auch Bramhall II und Derek Trucks als Gitarristen mit. Bass spielte Willie Weeks, am Schlagzeug und als Percussionist ist Jim Keltner auf der Aufnahme zu hören. Piano spielte Walt Richmond und den Backgroundgesang übernahmen Debra Parsons, Lynn Mabry und Nikka Costa.

## Rezeption
Die Singleauskopplung belegte Platz 18 der Billboard Adult-Alternative-Songs-Chart und verblieb insgesamt zwölf Wochen in diesen. Bei den Grammy Awards 2011 wurde der Titel in der Kategorie „Beste Solo-Gesangsdarbietung – Rock“ („Best Solo Rock Vocal Performance“) nominiert.